# Sorbus hupehensis
Sorbus hupehensis är en rosväxtart som beskrevs av Camillo Karl Schneider. Sorbus hupehensis ingår i släktet oxlar, och familjen rosväxter. Utöver nominatformen finns också underarten S. h. paucijuga.

## Bildgalleri

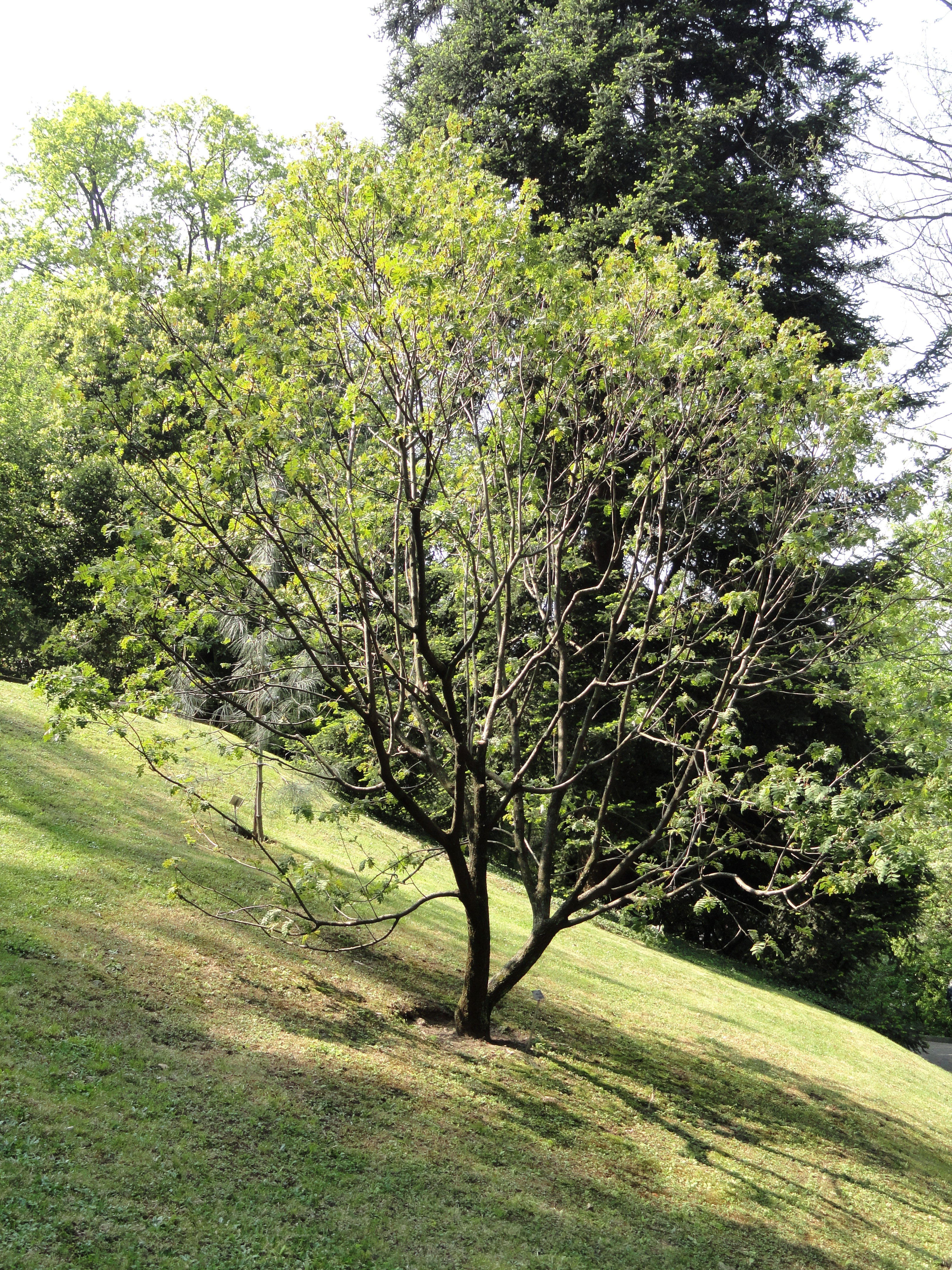
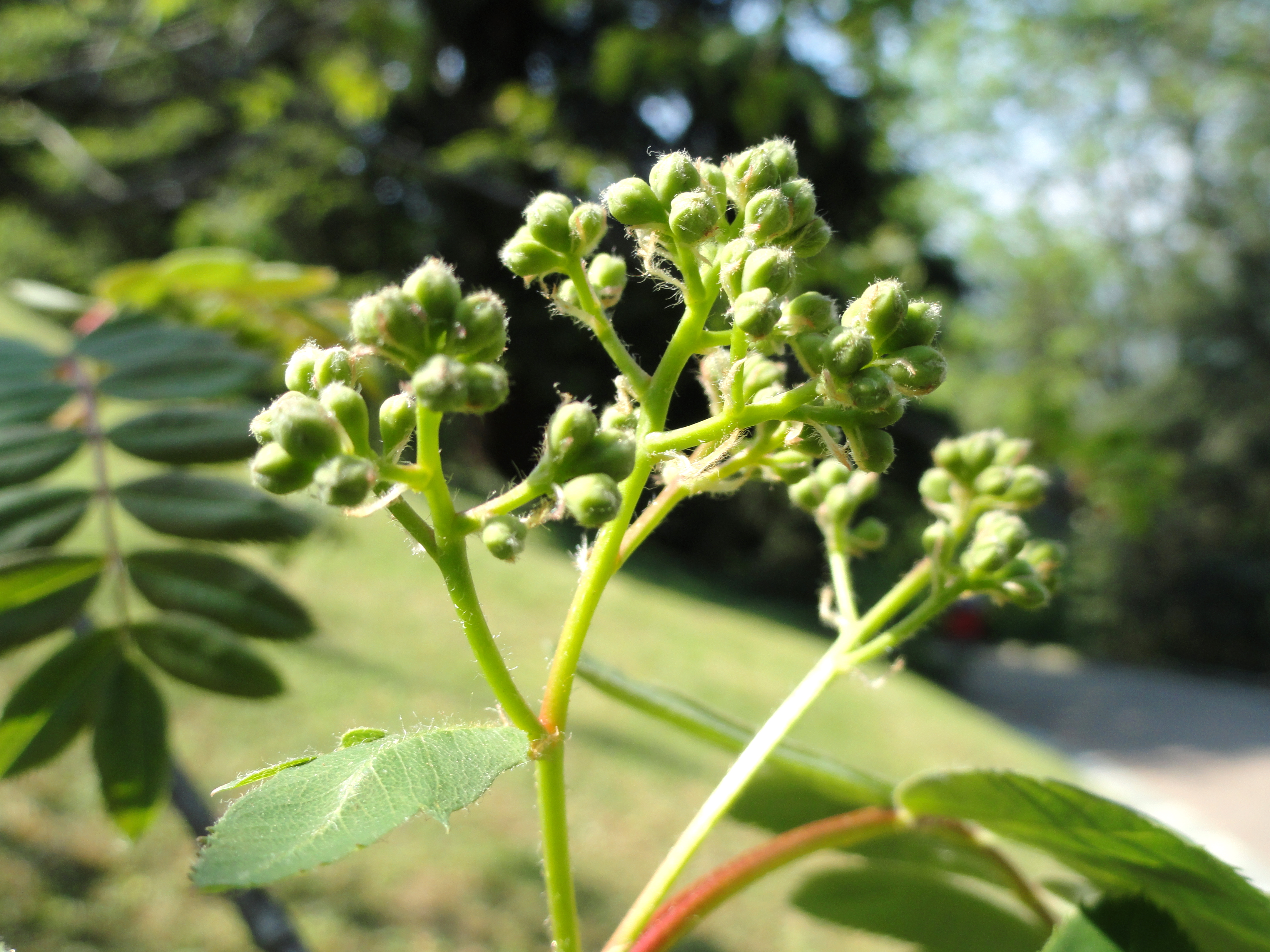
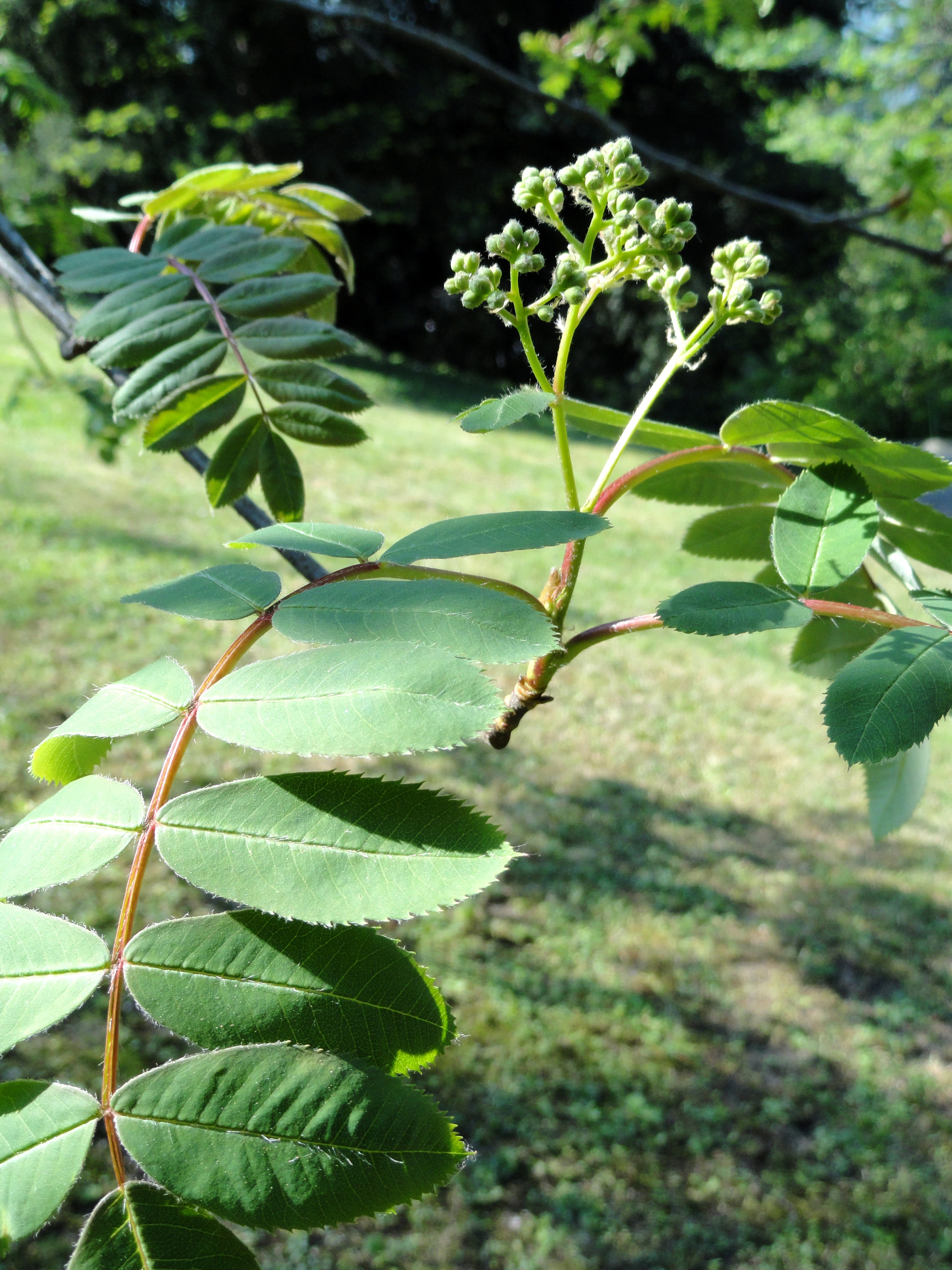
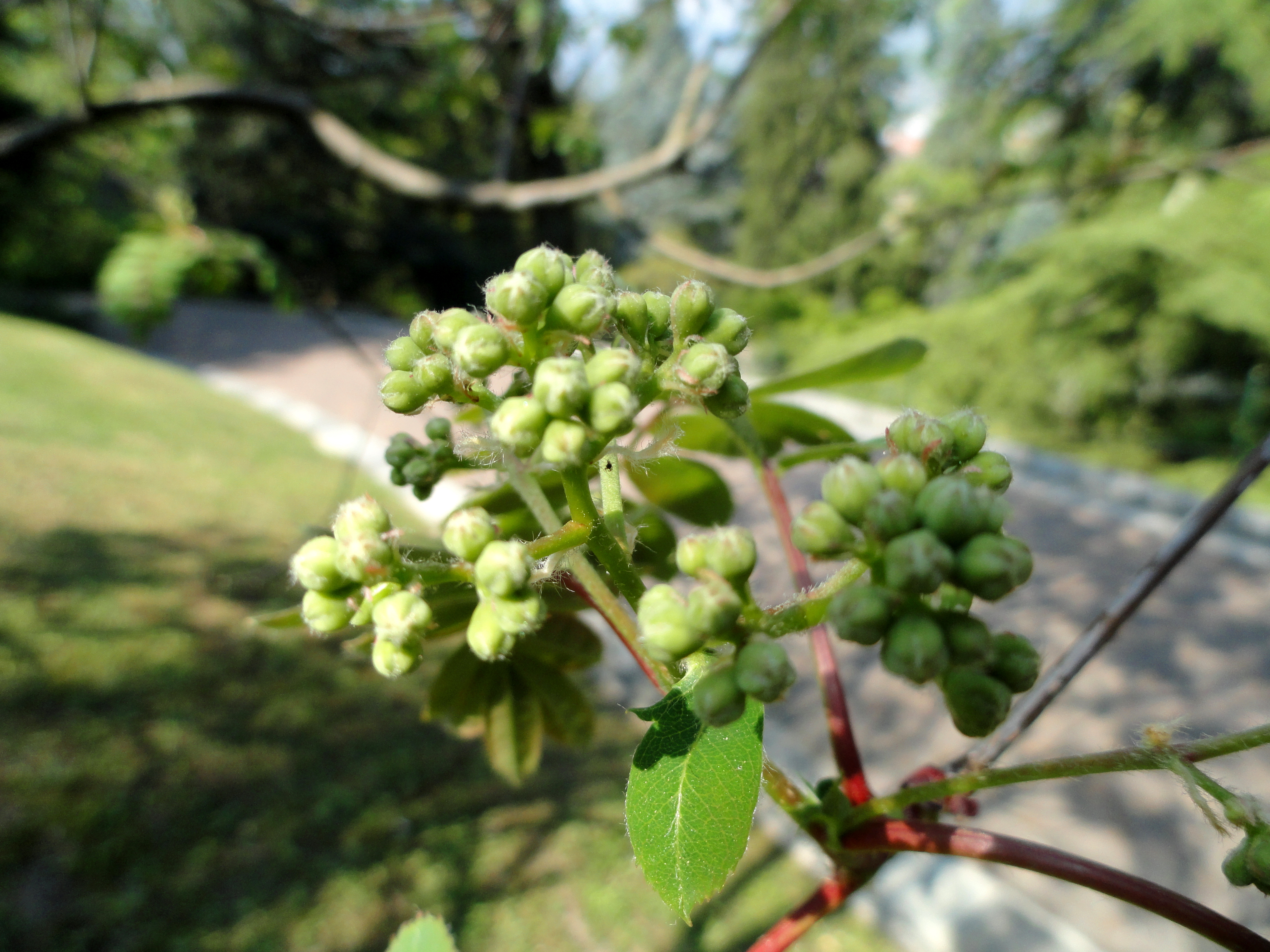